# Etnografické muzeum v Záhřebu
Etnografické muzeum v Záhřebu (chorvatsky: Etnografski muzej Zagreb) je muzeum v chorvatském hlavním městě Záhřebu, na Náměstí Ivana Mažuraniće. Založil ho v roce 1919 Salamon Berger. Sídlí v secesní budově někdejší živnostenské síně z roku 1903, jež byla postavena podle návrhu architekta Vjekoslava Bastla. Sochy ve střední části fasády jsou dílem Rudolfa Valdce. Fresky na vnitřní části kopule namaloval Oton Iveković. Sbírka má asi 85 000 položek, z toho však jen asi 2800 je vystaveno. Exponáty bohatě ilustrují tradiční způsob života v Chorvatsku s ukázkou zlatem vyšívaných krojů a slavnostních šatů, hudebních nástrojů, nábytku, kuchyňského náčiní a nářadí. Rekonstrukce farem a pokojů dává nahlédnout do tradičního života farmářů a rybářů. Kolekce Ljeposava Periniće se skládá z řady panenek oblečených v tradičních krojích. V muzeu se také nachází velká sbírka artefaktů mimoevropských kultur z Latinské Ameriky, střední Afriky, Indie, Melanésie, Polynésie a Austrálie.